# Misfits (gruppo musicale)
I Misfits (The Misfits), letteralmente dall'inglese "disadattati", sono un gruppo musicale statunitense appartenente al genere horror punk, fondato da Glenn Danzig (voce) nel 1977 nella città di Lodi, nel New Jersey.
Il loro stile musicale è fortemente influenzato da generi come l'heavy metal, il punk britannico e il rock and roll. Sono considerati tra i pionieri del genere horror punk, grazie anche all'uso, durante i concerti, del corpse paint, e all'attribuzione al bassista Jerry Only dell'invenzione della pettinatura nota come devilock. Tale pettinatura è una variazione del tidal wave, caratterizzata da una frangia appuntita e lunga fino al naso o al mento, uno stile tuttora adottato dai fan, noti come "Fiend".
La mascotte del gruppo è il volto di uno scheletro con gli occhi rivolti verso l'alto noto come Crimson Ghost (letteralmente "Fantasma Cremisi", conosciuto anche come "The Fiend"), ispirato al protagonista di The Crimson Ghost, una serie televisiva del 1946. Il logo della band è scritto con lo stesso carattere del titolo della rivista Famous Monsters of Filmland.

## Storia

### Origini
Nel gennaio del 1977, dopo avere suonato in alcuni gruppi garage come i Talus e i Whodat and Boojang, che eseguivano principalmente cover dei Black Sabbath, il ventunenne Glenn Danzig decise di formare una band focalizzata sulla composizione di brani originali. Come omaggio a Marilyn Monroe, chiamò il progetto con il titolo dell'ultimo film della Monroe, The Misfits. Per diverse settimane scrisse canzoni e le provò insieme ad amici e ad altri musicisti provenienti dai precedenti gruppi.
La prima formazione completa dei Misfits vide Jimmy Battle alla chitarra, il vecchio compagno Manny Martínez alla batteria, Diane DiPiazza al basso e Danzig alla tastiera e alla voce. Dopo circa un mese di prove, sia Jimmy che Diane lasciarono il gruppo. Martínez suggerì di assoldare come bassista un suo amico, Jerry Caiafa, il quale aveva ricevuto un basso come regalo di Natale e si stava esercitando da due mesi.
Dopo tre mesi di prove, il trio registrò in studio il loro primo singolo, Cough/Cool, autoprodotto e pubblicato con la propria etichetta, la Blank Records. Il disco conteneva due brani, di cui il lato B comprendeva la canzone She. Questi pezzi, costruiti principalmente attorno alla tastiera, risultano notevolmente diversi dalla musica che avrebbe poi reso la band celebre. La title track, influenzata dai The Doors, è sobria e poetica.
Le influenze principali della band si ritrovano nel doo-wop e nel bubblegum pop degli anni cinquanta e sessanta. Musicalmente, il gruppo mostrava anche influenze rockabilly (come per esempio in American Nightmare) e, in misura minore, derivazioni dello psychobilly. Le canzoni dei Misfits del periodo '77–'83 tendono ad avere ritornelli orecchiabili con lunghi tratti cantati, inizialmente accompagnati dalla tastiera distorta di Danzig, mentre successivamente prevalsero chitarre con sonorità più grezze. I testi scritti da Danzig si ispirano a temi fantascientifici, horror e sono fortemente influenzati dai B-movie.
Nei mesi successivi Glenn, Manny e Jerry (che aveva adottato il soprannome Jerry Only dopo un errore d'ortografia nelle note del singolo) suonarono in alcune serate (le prime due al CBGB di New York) e allo stesso tempo continuarono a fare pratica sul loro sound.
Nell'ottobre 1977, gruppi punk britannici come i The Damned e newyorkesi come i Ramones iniziarono ad avere influenza sui Misfits. La band decise di virare verso una direzione più punk aggiungendo il chitarrista Franché Coma alla formazione e abbandonando le tastiere, lasciando a Danzig esclusivamente il ruolo di cantante frontman.
In questo periodo i Misfits affrontarono la loro prima controversia relativa al nome dell’etichetta. La Mercury Records intendeva utilizzare il nome Blank Records per una propria suddivisione, nonostante Danzig avesse già depositato il marchio. L’etichetta contattò il cantante offrendo trenta ore gratuite in uno studio professionale, in cambio della piena cessione del nome Blank Records. Danzig accettò la proposta nel gennaio del 1978 e i Misfits si recarono a New York per registrare il loro primo album completo in studio.
Furono registrate diciassette canzoni, che evidenziavano una combinazione unica tra il loro iniziale art rock e un’inclinazione verso sonorità più dure, assimilabili ai potenti suoni punk dell’epoca. Gran parte delle tracce del disco descrivevano una distopia futuristica incentrata sulla saturazione della televisione, sulla docilità simile a quella degli automi e sul sesso e la violenza presentati come valori affascinanti. Le canzoni Teenagers from Mars e Return of the Fly presentano testi influenzati dai B-movie, genere che contribuì a rendere la band celebre. Alla fine del 1977, Glenn e Jerry, ritenendo Manny troppo inaffidabile, gli chiesero di lasciare il gruppo, e fu sostituito da Jim Catania, soprannominato "Mr. Jim".
Una volta completato l'album, il gruppo si rivolse a diverse etichette discografiche, senza però trovare alcun interesse alla sua pubblicazione. Il disco venne quindi accantonato e rimase inedito fino al 1997, quando fu pubblicato con il titolo Static Age. In assenza di case discografiche disposte a investire, i Misfits decisero di estrapolare quattro tracce dall'album per autoprodurre un EP. Nel giugno del 1978 venne pubblicato Bullet sotto la loro nuova etichetta, la Plan 9, il cui nome fu scelto da Danzig in omaggio al film di Edward D. Wood Jr. Plan 9 from Outer Space.

#### La nascita dell'horror punk
Durante questo periodo, sia Glenn che Jerry decisero di orientare il gruppo verso tematiche horror. Glenn iniziò a scrivere canzoni ispirate ai film horror di serie B e a quelli di fantascienza, ed entrambi adottarono un’immagine macabra: Jerry applicò un trucco scuro intorno agli occhi, mentre Glenn dipinse ossa sui propri vestiti. Il gruppo iniziò a esibirsi con maggiore regolarità, effettuando anche piccoli tour a supporto dell’EP Bullet. Nell’ottobre 1978, durante un tour in Canada, Franché Coma lasciò la formazione, motivando l’impossibilità di proseguire con i concerti. Il chitarrista Rick Riley lo sostituì temporaneamente per il resto del tour. Anche Mr. Jim, non condividendo la nuova direzione horror della band, decise di abbandonarla al termine del tour. Dopo due mesi, Glenn e Jerry reclutarono due nuovi membri: il batterista Joey Image e il chitarrista Bobby Steele. In questo periodo, Jerry Only iniziò ad adottare lo stile di pettinatura tipico dei Misfits, che sarebbe poi diventato celebre con il nome devilock.
Nel dicembre del 1978, dopo meno di due mesi, la nuova formazione ricominciò a esibirsi in concerto. Nel corso del 1979, i Misfits rafforzarono notevolmente gli elementi horror nella loro musica e nel loro impatto visivo, influenzati in parte dai The Damned, riformatisi in quel periodo con la formazione post punk dell’album Machine Gun Etiquette. Glenn e Jerry adottarono come mascotte del gruppo un teschio tratto da un vecchio poster per un serial televisivo del 1946, The Crimson Ghost, conosciuto anche come Cyclotrode X. Vennero pubblicati altri due dischi con la loro Plan 9, gli EP Horror Business e Night of the Living Dead. Parallelamente, iniziarono a costruire una piccola ma fedele cerchia di fan, che spinse Glenn a fondare il Fiend Club, un fan club nato nel seminterrato di proprietà della madre, situato in Macarthur Avenue a Lodi. Questo luogo veniva utilizzato per stampare magliette, realizzare registrazioni, spedire cataloghi di merchandising, fissare gli ingaggi e rispondere alle lettere dei fan, contribuendo a consolidare i Misfits come esemplari professionisti dell’etica del DIY.
Con l’aumento della loro popolarità nella scena punk underground statunitense, molti iniziarono a considerare i Misfits come l’equivalente americano dei britannici Damned, il cui cantante, Dave Vanian, aveva adottato un’immagine da vampiro e cantava in registro baritonale. Il 26 giugno 1979 i Misfits aprirono il concerto dei Damned a New York. Prima dello spettacolo, Jerry Only discusse con Dave Vanian la possibilità per i Misfits di effettuare un tour nel Regno Unito in supporto ai Damned.
Nel novembre del 1979, i Misfits volarono in Inghilterra per il loro tour con i The Damned. Tuttavia, il gruppo britannico rimase sorpreso dalla presenza dei Misfits sul suolo inglese, non avendo preso seriamente la loro precedente proposta di fare un tour insieme. Nonostante avessero già ingaggiato i nordirlandesi Victim come gruppo di apertura, i Damned riuscirono a inserire i Misfits nella lineup. Tuttavia, dopo aver suonato solo in due date, i Misfits abbandonarono il tour, insoddisfatti delle condizioni in cui si erano trovati. Essendo il loro volo di ritorno previsto per dicembre, la band fu costretta a passare del tempo in Inghilterra. Jerry Only trascorse parte del tempo con Beverly Ritchie, madre di Sid Vicious, con la quale era diventato amico dopo la morte di Sid. Il 2 dicembre Glenn e Bobby si recarono a vedere i The Jam in concerto a Londra, dove furono disturbati da alcuni skinhead mentre erano in fila. Glenn ruppe un pezzo di vetro e lo utilizzò per difendersi, dando il tempo a Bobby di cercare aiuto. Tuttavia, all’arrivo della polizia, i due furono arrestati per "comportamento pericoloso". In un’intervista pubblicata nel numero di ottobre 2005 della rivista Revolver, Glenn descrisse in dettaglio l’accaduto: la polizia aveva trovato un coltello in suo possesso, sospettandolo di essere lo "squartatore" che si nascondeva nella zona in quel periodo. I poliziotti iniziarono a picchiarlo, scatenando in lui una reazione che lo portò a ferire le forze dell’ordine prima che riuscissero a fermarlo. Glenn e Bobby passarono due notti in carcere nel distretto londinese di Brixton, durante le quali Glenn scrisse il testo per la futura canzone dei Misfits London Dungeon.
Dopo il tour europeo fallito, Joey Image decise di lasciare il gruppo, per poi formare i The Mary Tyler Whores. Al ritorno negli Stati Uniti, i Misfits pubblicarono l'EP Beware e decisero di prendersi una pausa per riprendersi dalla negativa esperienza inglese. Dopo quattro mesi fu ingaggiato Arthur Googy come nuovo batterista. In questo periodo, il fratello minore di Jerry, Doyle, fan del gruppo fin dagli inizi, iniziò a imparare a suonare la chitarra con l’aiuto di Glenn e Jerry. I Misfits iniziarono a lavorare su un album completo, pianificato per essere prodotto con la Plan 9. Nell'agosto del 1980 entrarono in studio e registrarono dodici canzoni. Jerry iniziò a convincere Glenn che Doyle sarebbe stato più adatto nella formazione rispetto a Bobby Steele. Doyle cominciò a provare con il gruppo, arrivando persino a registrare le sue tracce di chitarra per le dodici canzoni scritte. Bobby ha affermato che, in quel periodo, Jerry si dimenticava volontariamente di informarlo delle prove, con l’intento di screditarlo, accusa negata da Jerry. Dopo aver visto il film Nosferatu il vampiro, Bobby propose per un concerto di uscire da bare piene di topi, che sarebbero dovuti sciamare dalle casse verso il pubblico. Da allora il resto del gruppo non ebbe più contatti con il chitarrista. Nell'ottobre di quell'anno, poco prima del tradizionale concerto di Halloween del gruppo, Jerry informò Bobby, senza alcun riguardo, di averlo sostituito con Doyle, allora sedicenne. Pochi mesi dopo, Bobby Steele formò un proprio gruppo punk, chiamato The Undead (da non confondersi con l’omonima band di San Francisco, anch’essa amica dei Misfits). Nell’Halloween del 1980 debuttò quella che viene considerata la formazione classica dei Misfits.

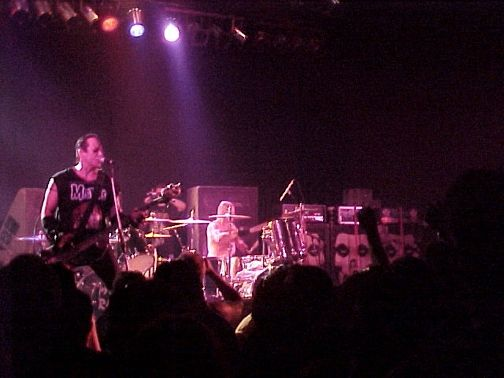
I Misfits in concerto.

Dopo pochi spettacoli con la nuova formazione, il gruppo si prese una pausa di sei mesi. In questo periodo, invece di pubblicare tutte le canzoni registrate in un album completo, selezionarono tre brani e pubblicarono l'EP 3 Hits from Hell. Nel 2001 la Caroline Records pubblicò finalmente l’album nella sua interezza con il titolo 12 Hits from Hell, ma la produzione venne interrotta all’ultimo minuto su richiesta di Jerry Only e Glenn Danzig. Ad agosto del 1981 uscì il singolo Who Killed Marilyn?, prodotto dalla Plan 9 e contenente, oltre alla titletrack, anche il brano Spook City USA. Entrambe le canzoni erano state registrate nel 1978 durante le sessioni per l’EP Night of the Living Dead, ma non erano state incluse a causa degli elevati costi di stampa per un 12" anziché un 7". Prendendo come pretesto la difficoltà di contattare gli altri membri della band per le prove, Danzig decise di ri-registrare questi due brani suonando lui stesso tutti gli strumenti. Il singolo rappresenta il primo lavoro solista di Glenn Danzig, sebbene queste versioni siano state successivamente incluse in varie compilation dei Misfits. Nel corso del 1981, i Misfits continuarono a lavorare in studio per registrare le tracce di un album che avrebbe avuto il titolo Walk Among Us. Pur avendo deciso di autoprodurlo attraverso la Plan 9, ricevettero e accettarono un’offerta inaspettata dalla Slash Records per la produzione del disco. Nell’Halloween del 1981, i Misfits pubblicarono il singolo Halloween con la Plan 9, contenente altre due tracce dell’album rinviato l’estate precedente.
Nello stesso anno, Glenn scrisse la canzone Archangel per il cantante dei The Damned, Dave Vanian, affinché la interpretasse insieme ai Misfits. A causa di problemi con la pianificazione, Dave non registrò la parte vocale, e il brano venne accantonato fino al 1983, quando Glenn decise di ri-registrarla con il suo nuovo gruppo, i Samhain.

#### Walk Among Us
Nel marzo del 1982 Ruby Records e Slash Records pubblicarono Walk Among Us, il primo album completo dei Misfits disponibile al pubblico. Walk Among Us è considerato da molti fan la quintessenza della discografia del gruppo e uno dei migliori album punk di tutti i tempi.
La formazione iniziò a esibirsi dal vivo circa un anno dopo. Divennero noti per la loro intensa presenza sul palco e per performance caratterizzate da una forte energia e aggressività. Jerry Only suonava il basso con movimenti violenti, colpendo energicamente le corde, e a fine canzone spesso lanciava lo strumento a terra fino a danneggiarlo. Suo fratello Doyle, ex atleta con esperienza da linebacker, mostrava un fisico imponente che, unito al suo look macabro e al modo aggressivo di suonare la chitarra con colpi decisi, contribuiva a creare un’immagine spaventosa. Glenn Danzig si esibiva con urla cariche di rabbia, spesso sbattendo o strisciando sul palco, talvolta lanciandosi verso il pubblico e ricevendo reazioni fisiche dalla folla. Era noto per la sua passione per il combattimento e per il comportamento provocatorio, che comprendeva insulti e istigazioni durante i concerti.
Probabilmente lo spettacolo più violento dei Misfits si tenne a San Francisco il 10 aprile 1982. Durante il concerto, alcuni spettatori iniziarono a lanciare lattine di birra sul palco. Dopo essere stato quasi colpito in testa da una lattina piena, Doyle reagì rompendo la sua chitarra sulla testa di uno spettatore, scatenando tumulti. Arthur Googy e Danzig litigavano spesso e, dopo una lunga discussione, Danzig lo caccia dai Misfits. Il gruppo deve quindi cancellare i piani per la registrazione del loro prossimo EP, che avevano progettato di chiamare Earth A.D..

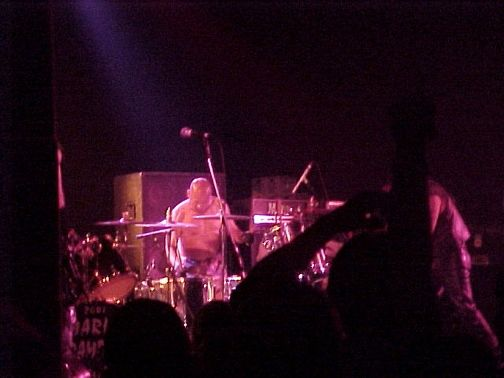
ROBO durante un concerto.

In cerca di un batterista, i Misfits offrirono il ruolo a un amico e compagno di classe di Doyle, Eerie Von, che aveva già collaborato occasionalmente come fotografo e tecnico durante i concerti del gruppo. Eerie Von declinò l'offerta, avendo già promesso di suonare con la band locale Rosemary's Babies. Successivamente, il cantante dei Black Flag, Henry Rollins, diventato grande amico dei Misfits durante le loro esibizioni sulla costa pacifica, informò l'ex batterista dei Black Flag, ROBO, della ricerca di un batterista da parte dei Misfits. Nel luglio del 1982 ROBO si trasferì sulla East Coast ed entrò a far parte del gruppo, iniziando a lavorare nella fabbrica dei genitori di Jerry Only e Doyle, e vivendo inizialmente nella loro villa a Township, per poi trasferirsi a casa di Glenn Danzig, il quale manifestò apertamente il proprio disagio per la convivenza con il nuovo membro.
Doyle si diplomò e iniziò a lavorare a tempo pieno in una delle aziende del padre, la Pro Edge, insieme a Jerry. Con i guadagni ottenuti acquistarono nuovi strumenti, poiché erano soliti danneggiarli frequentemente, e finanziare i tour, le sessioni di registrazione e la pubblicazione degli album. Mentre Jerry e Doyle si occupavano del finanziamento del gruppo, Glenn gestiva il Fiend Club e lavorava ai testi e alle musiche di nuove canzoni.

#### La dissoluzione
Nel settembre del 1982 i Misfits partirono per un tour di grandi dimensioni insieme ai loro amici, i Necros, che aprivano i loro concerti. Durante il tour, la formazione di Lodi si fermò in studio per registrare le tracce strumentali dell’EP Earth A.D., mentre Glenn Danzig riposava. Il 17 ottobre 1982 la band fu arrestata a New Orleans insieme ad alcuni fan con l’accusa di profanazione di tombe, durante una ricerca del luogo di sepoltura di Marie Laveau, nota praticante del voodoo. I Misfits negarono le accuse, e un testimone affermò che non avevano mai oltrepassato il cancello del cimitero. La band pagò la cauzione e non si presentò in tribunale, dirigendosi invece verso la loro tappa successiva in Florida. Al ritorno dal tour, i Misfits pubblicarono un album dal vivo intitolato Evilive. 

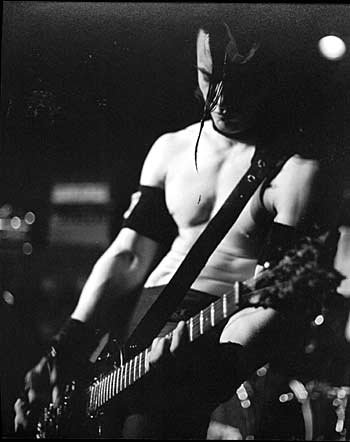
Doyle Wolfgang von Frankenstein in concerto con il gruppo nel 1983

 In questo periodo Glenn iniziò a manifestare insoddisfazione verso i Misfits per ragioni non chiaramente definite. Cominciò a scrivere brani per un nuovo progetto musicale, che inizialmente intendeva chiamare "Danzig", scegliendo poi il nome "Samhain", ispirato a una festività celtica antica, da cui deriva anche la moderna celebrazione di Halloween.
Nel luglio del 1983 i Misfits tornarono in studio per completare il lavoro su Earth A.D.. Decisero di registrare e aggiungere due nuove canzoni all’EP, avvicinandolo quasi a un album completo. Per trasformarlo in un vero album, Glenn Danzig scelse di includere due brani originariamente pensati per il progetto Samhain: Bloodfeast e Death Comes Ripping. Il disco risultante, intitolato Earth A.D., presenta un sound tipicamente hardcore punkcon forti influenze thrash metal , sebbene non soddisfacesse pienamente nessuno dei membri della band. Ad agosto, dopo una serie di discussioni con Glenn, ROBO decise di lasciare il gruppo. Glenn, inoltre infastidito dalle influenze dei Van Halen — gruppo da lui osteggiato — che i fratelli Caiafa volevano introdurre nella formazione, si mostrò ancor più insoddisfatto dei Misfits e iniziò le audizioni per trovare nuovi componenti per il suo nuovo progetto.
Il 29 ottobre 1983 il gruppo si esibì nel concerto di Halloween al Greystone Hall di Detroit. Glenn Danzig scelse Brian Damage come batterista. Tuttavia, Brian si ubriacò prima dello spettacolo e commise diversi errori durante l’esecuzione delle canzoni. Dopo alcuni brani, Doyle accompagnò Brian fuori dal palco, e Todd Swalla, batterista dei Necros, lo sostituì per il resto del concerto. I membri della band rimasero profondamente turbati, e Glenn annunciò al pubblico che quello sarebbe stato l’ultimo concerto dei Misfits. Il giorno successivo i componenti tornarono a casa in silenzio e, una volta arrivati in New Jersey, presero strade separate. Quando si presentò l’opportunità di un importante tour in Germania, tentarono di suonare con un nuovo batterista, poiché Danzig si rifiutò di suonare nuovamente con Googy. Tuttavia, il nuovo batterista non riuscì a mantenere il ritmo delle canzoni e venne sostituito dopo il primo brano, 20 Eyes, dal batterista dei Necros. La mancata ammissione delle proprie responsabilità da parte di Danzig riguardo al rifiuto di Googy portò alla cancellazione del tour in Germania e allo scioglimento definitivo della band.

### La "Graves-era"

#### Questioni legali
Dopo lo scioglimento dei Misfits, Glenn Danzig si concentrò sul suo nuovo gruppo, i Samhain, caratterizzati da sonorità più cupe e sperimentali rispetto ai Misfits, con un’enfasi maggiore sulla creazione di atmosfere lugubri e una minore attenzione alle melodie pop, allontanandosi così dalle sonorità punk che cominciavano a sembrargli ripetitive. Nel frattempo, Jerry Only si dedicò alla famiglia e alla figlia Kathy, approfondendo la sua fede cristiana e manifestando rimpianto per alcune azioni compiute durante il periodo con i Misfits.  Notò inoltre la crescente popolarità di Danzig con i Samhain, gruppo che lui stesso considerava legato al satanismo. Nel 1987, Jerry Only decise di formare una nuova band con l’obiettivo di opporsi alla «strada oscura» intrapresa da Danzig.  Insieme al fratello Doyle, che aveva adottato il nome d’arte "Mo the Great", Only iniziò a scrivere brani per il nuovo progetto musicale, orientato verso il christian metal e caratterizzato da un’immagine barbarica: i Kryst the Conqueror, che includevano il cantante Jeff Scott Soto. Per promuovere la formazione, fu creato il "Doyle Fan Club". Nonostante gli sforzi, i Kryst the Conqueror non riuscirono a ottenere un seguito significativo: pubblicarono un EP in edizione limitata, ma non tennero mai concerti dal vivo. Nel frattempo, Doyle registrò il brevetto della propria chitarra, la Annihilator, mentre Jerry Only fece lo stesso per il suo basso, il Devastator.

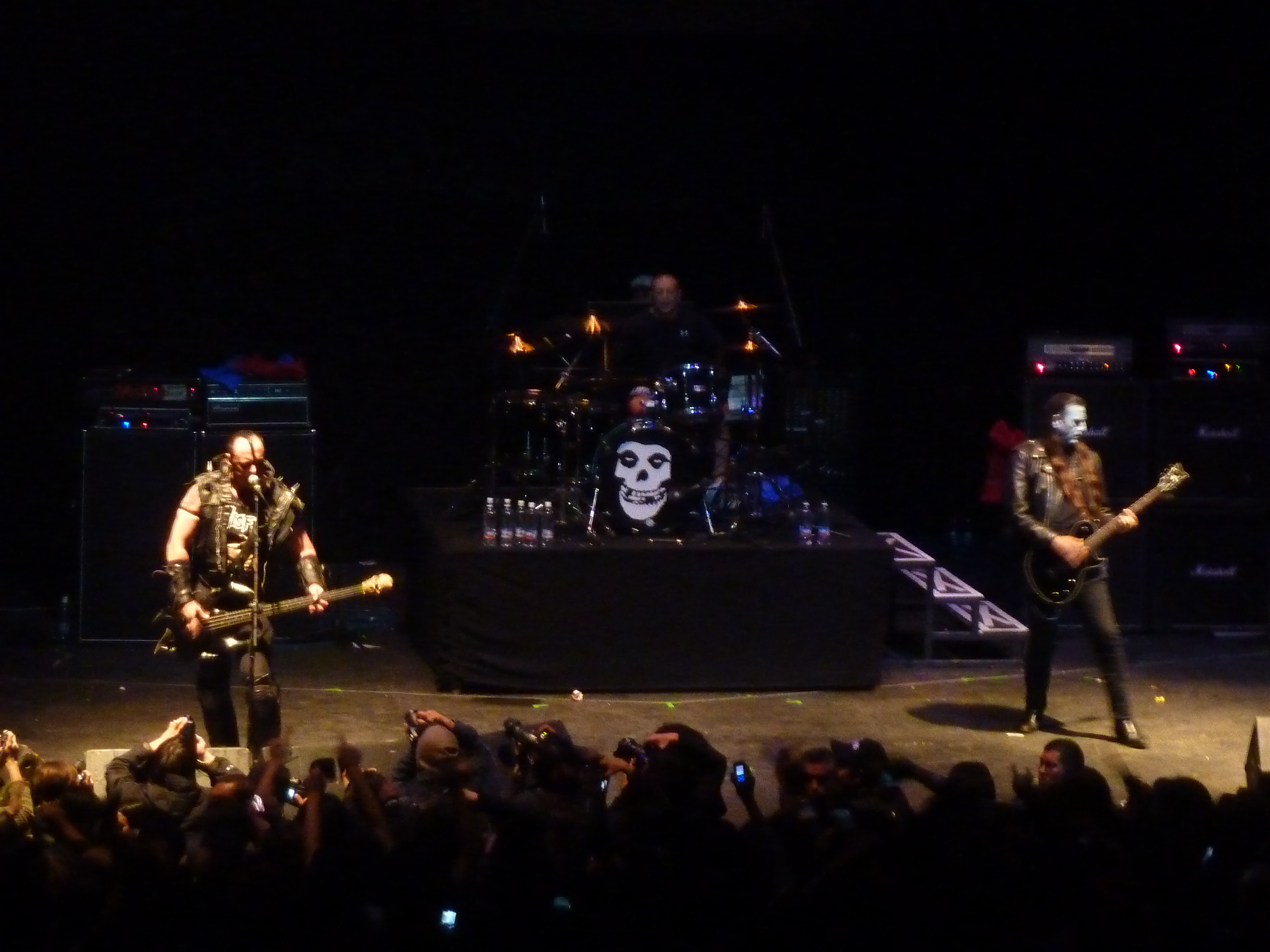
I Misfits in concerto in Cile

Sempre nel 1987, i Samhain, dopo un intenso tour e la pubblicazione di due album completi e un EP, firmarono un contratto con una casa discografica major e cambiarono nome in Danzig. Nonostante i Misfits fossero rimasti relativamente sconosciuti durante i sette anni di attività, alla fine degli anni ottanta divennero figure di culto nel panorama musicale underground, grazie al passaparola, alla pubblica ammirazione dei Metallica per il gruppo, e al crescente successo di Glenn Danzig con i Samhain. La discografia dei Misfits venne ristampata, ottenendo un notevole successo. In questo periodo, Jerry Only contattò Danzig per negoziare la divisione dei diritti d'autore relativi ai Misfits, dando inizio a una lunga battaglia legale.  Oltre ai diritti sul nome e sull’immagine dei Misfits, a Only fu riconosciuto di aver composto buona parte dei primi brani del gruppo. Pur ammettendo che Danzig avesse scritto quasi tutti i testi e buona parte della musica, Only e Doyle rivendicarono il riconoscimento di aver composto tra il 25% e il 30% della musica, chiedendo quindi una quota corrispondente dei guadagni di Glenn Danzig come autore unico di testi e melodie. 
Alla fine del 1988 i Danzig pubblicano il loro album omonimo con la nuova etichetta del celebre produttore Rick Rubin, la Def American. Sette anni dopo, nel 1994 i Danzig diventano di tendenza grazie al video live della prima canzone del disco, Mother, divenuta una hit su MTV, portando migliaia di nuovi fan a esplorare la passata discografia di Glenn Danzig, anche quindi i suoi lavori con i Samhain e i Misfits.
Nel 1994-95 Jerry Only e Doyle contattarono Glenn Danzig per tentare di riunire i Misfits, recandosi anche nella sua camera d’albergo dopo un suo concerto nel New Jersey. In alcune interviste, Only ha scherzosamente raccontato di essere stato scortato con il fratello dalla sicurezza fuori dalla proprietà, interpretando questo episodio come una risposta negativa alla proposta. Only decise di cedere i propri diritti sui testi delle canzoni, cercando comunque un accordo extragiudiziario che gli permettesse di utilizzare il nome e l’immagine dei Misfits. Il 1º gennaio 1995, Only e Danzig raggiunsero finalmente un’intesa: Only ottenne il diritto di registrare e suonare con il nome Misfits, ma condivise con Danzig i diritti sul merchandising.

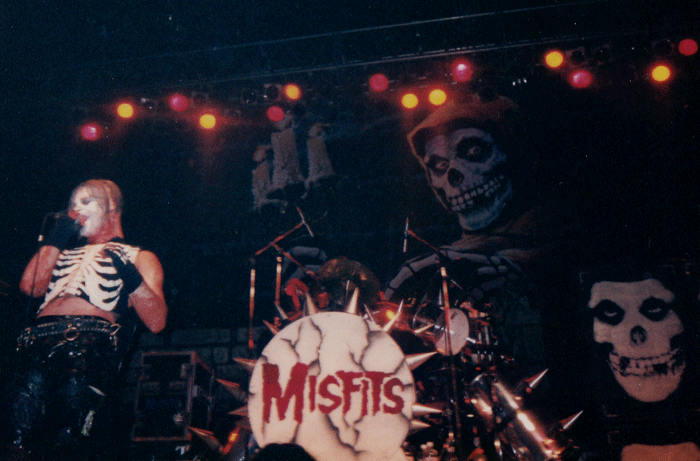
I Misfits con Michale Graves alla voce

#### Un nuovo inizio
Jerry Only e Doyle, dopo avere acquistato i diritti dei Misfits e della loro immagine, riformano il gruppo nel 1995 con Dr. C.H.U.D. alla batteria, già membro dei Kryst the Conqueror e proveniente dai Sardonica. Dopo il rifiuto di Danzig di tornare nel gruppo, iniziano le audizioni per trovare un nuovo cantante (Jerry contatta anche Dave Vanian, che però declina l'offerta). Michael Emmanuel, noto come The Boogeyman, un diciannovenne del New Jersey, impressiona durante il provino ed entra a far parte della formazione con il nome d'arte Michale Graves. Doyle adotta il nuovo nickname Doyle Wolfgang Von Frankenstein. Per pubblicizzare il ritorno alle scene, i nuovi Misfits compaiono in un cameo nel film Animal Room di Craig Singer.
La nuova incarnazione dei Misfits pubblica l'album di debutto American Psycho nel 1997. Il disco riceve un'accoglienza positiva, introducendo il gruppo a una nuova generazione di fan. Tuttavia, molti fan della formazione originale faticano ad accettare l'esistenza del gruppo senza il suo fondatore e principale autore, Glenn Danzig, il quale solitamente rifiuta di riconoscere la nuova formazione e, quando lo fa, utilizza toni denigratori. I detrattori criticano anche l'immagine più "da cartone animato" adottata dalla nuova formazione e l'apparente intento di Jerry Only di rendere il gruppo più fruibile a un pubblico familiare, evitando l'uso di volgarità nei testi. Nonostante queste accuse, Graves e lo stesso Only eseguono dal vivo anche i brani classici dei Misfits, mantenendo i testi originali e i loro contenuti espliciti.
Nonostante alcuni puristi si riferiscano a questa formazione come Misfits '95, i detrattori arrivano a soprannominarla "The Newfits", "Resurrected Misfits" e "The Jerry Only Band". In ogni caso, le due epoche della band vengono generalmente considerate come formazioni distinte.
Nel maggio 1998 Michale Graves prende una pausa dal gruppo. I Misfits vengono quindi guidati temporaneamente da Myke Hideous, cantante del gruppo goth/death rock The Empire Hideous del New Jersey, durante i tour in Sud America e in Europa. Su richiesta di Jerry Only e Doyle, Hideous è costretto ad allenarsi per aumentare massa muscolare e peso. Dopo il tour europeo decide di lasciare la band. Ha raccontato i dettagli della sua esperienza con i Misfits nel libro King of an Empire to the Shoes of a Misfit. Michale Graves rientra nel gruppo l’anno successivo, dopo una breve e infruttuosa carriera solista.
Nell'ottobre 1999 i Misfits pubblicano Famous Monsters, un album che unisce elementi di punk, metal e doo-wop, definendo il sound caratteristico della formazione post-Danzig. Per promuovere il disco intraprendono, nei mesi di ottobre e novembre, un tour con i Gwar, esibendosi anche al Madison Square Garden. In questo periodo vengono messe in commercio, a cura della 21st Century Toys, delle action figure raffiguranti Doyle e Jerry Only.
Nel novembre dello stesso anno, a un mese dalla pubblicazione di Famous Monsters, i Misfits compaiono in camei negli spettacoli della World Championship Wrestling WCW Monday Nitro e WCW Thunder, a supporto del wrestler Vampiro, fan del gruppo nella vita reale, che utilizzò sia Abominable Dr. Phibes sia Kong at the Gates come musica d’ingresso. Mentre gli altri membri della band si limitano a semplici comparse, Jerry Only partecipa a incontri singoli e in coppia con Vampiro, affrontando Meng, Berlyn, Steve Williams ed Oklahoma. Vampiro, a sua volta, inizia a modificare il proprio look ispirandosi ai Misfits, adottando corpse paint, polsini con il Crimson Ghost e una canottiera con la scritta MisFits sulla schiena.
Nel gennaio del 2000 i Misfits appaiono per la prima volta in televisione nazionale statunitense nel programma *The X Show* su FX. Sempre nello stesso periodo iniziano anche le prime trattative con gli organizzatori dell'Ozzfest per un’eventuale partecipazione della band al tour estivo Ozzfest 2000. A febbraio la band compare nel film *Bruiser* diretto da George Romero, anche se quel mese annunciano improvvisamente la cancellazione di tutte le date del tour pianificato. In seguito, Vampiro – noto wrestler coinvolto con la band in alcune apparizioni – abbandona gli elementi iconografici legati al costume dei Misfits, come il *corpse paint*, i polsini con il logo Crimson Ghost e la canottiera con la scritta “MisFits” sulla schiena. Nel corso dello stesso mese, il batterista Dr. C.H.U.D. rende noto sul sito ufficiale dei fan che lui, Michale Graves e Doyle hanno lasciato il gruppo. Jerry Only risponde poco dopo con un comunicato in cui nega lo scioglimento effettivo della band e attribuisce le tensioni a motivi personali, difendendo anche la permanenza di Doyle nella formazione.
Il 14 febbraio 2000, sul sito di fan MisfitsCentral, viene pubblicato un comunicato di Dr. C.H.U.D. in cui si annuncia che lui, Michale Graves e Doyle hanno lasciato i Misfits. Seguono voci sulla possibile rottura del gruppo legata a dispute economiche e al progetto, da parte di Vampiro e dei Misfits senza Jerry Only, di formare una formazione alternativa. Jerry Only, in un comunicato apparso tra febbraio e marzo sul sito ufficiale del gruppo, attribuisce la crisi a Vampiro e alla WCW, accusandoli di voler trasformare il gruppo in un prodotto della WCW e di assumerne il controllo. Only nega lo scioglimento e l’abbandono di Doyle, dichiarando che le tensioni fossero circoscritte a questioni personali tra lui e suo fratello. Nell’aprile 2000 la formazione si ricompone, poco prima che i Misfits vengano esclusi dalla line-up dell’Ozzfest 2000. Nel giugno successivo, i Misfits compaiono in un cameo nel film Big Money Hustlas, prodotto e diretto da John Cafiero. Nonostante la riunificazione in vista del tour estivo, persistono voci di tensioni interne. In autunno la band intraprende un tour in Canada e in parte degli Stati Uniti con Zoli Téglás (cantante degli Ignite) per sostituire Graves, a cui era stato negato il permesso di lavoro per attraversare il confine. Il 25 ottobre 2000, durante un concerto alla House of Blues di Orlando, Graves e Dr. C.H.U.D. lasciano definitivamente la formazione. Per ultimare le date del tour, i Misfits utilizzano Téglás e lo stesso Only alla voce, con Ken Schalk (accreditato come "Renfield") dei Candiria alla batteria. Nelle date in cui Schalk non è disponibile, il gruppo si avvale di Mr. Jim, Joey Image, Eric "Goat" Arce (dei Murphy's Law) o Matthew Cross (degli Orange 9mm).
Nel 2001 i Misfits pubblicano Cuts from the Crypt, un album composto da materiale scartato dai precedenti due album o pubblicato solo in singoli e raccolte. L’uscita dell’album ha lo scopo di liberare il gruppo dai vincoli contrattuali con la Roadrunner Records. Ad ottobre dello stesso anno esce il film Campfire Stories di Bob Cea, in cui i Misfits appaiono interpretando il brano "No More Moments" assieme alla go-go dancer Stephanie Bellars, moglie di Doyle.

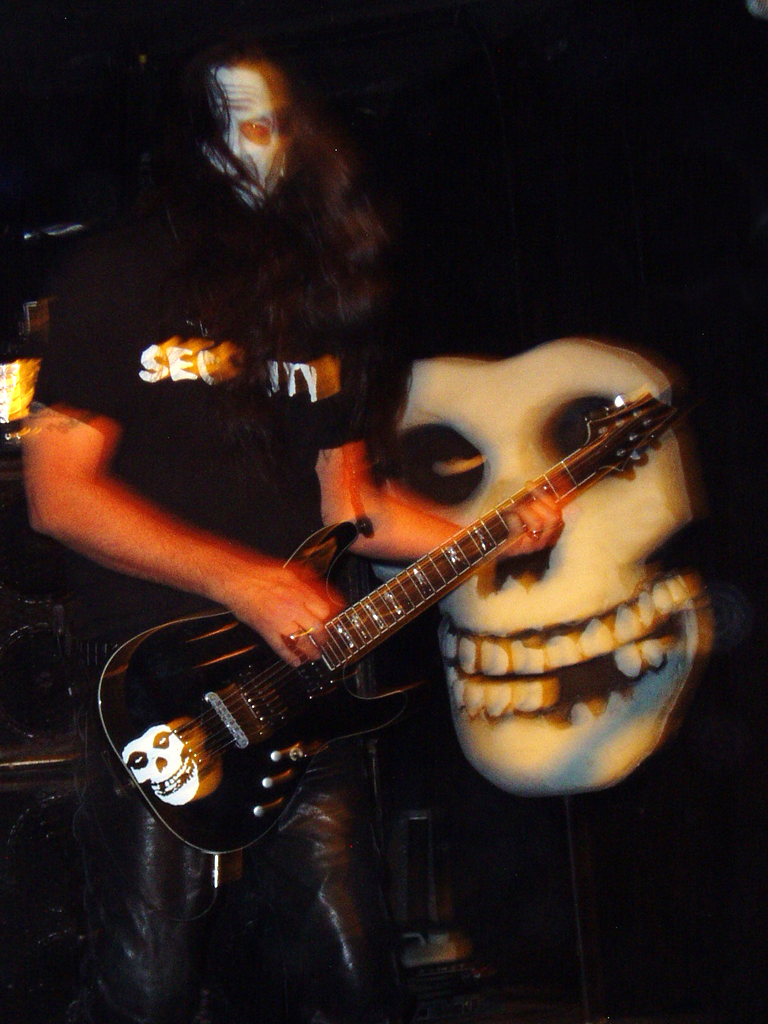
Dez Cadena in tour con i Misfits nel 2007.

### La "Jerry Only-era"

#### M25
Nel 2001, i Misfits reclutano due veterani del punk: Dez Cadena dei Black Flag e Marky Ramone dei Ramones, sostituito in alcune occasioni da ROBO. La band avvia così il tour per il venticinquesimo anniversario del gruppo, denominato M25, in cui la "M" rappresenta l’iniziale di "Misfits" e "25" indica il quarto di secolo di attività della band. Dopo alcune date, Doyle si prende una pausa a tempo indeterminato, segnando la fine della seconda era della formazione.
Liberati dal contratto con la Roadrunner Records (etichetta del gruppo Universal), Jerry Only e l’amico John Cafiero fondano la Misfits Records, lanciando la nuova etichetta con il singolo Day the Earth Caught Fire. Il disco segna il debutto statunitense dei Balzac, gruppo horror punk giapponese fortemente influenzato dai Misfits e dai Samhain. Il singolo è uno split: i Misfits eseguono una cover di Day the Earth Caught Fire dei Balzac, mentre questi ultimi reinterpretano i brani The Haunting e Don't Open 'Til Doomsday dei Misfits.
Il 29 luglio 2003 viene pubblicato Project 1950, un album in studio dei Misfits contenente dieci cover di classici del rock'n'roll degli anni cinquanta. Al supergruppo composto da Jerry Only, al basso e voce, Marky Ramone alla batteria e Dez Cadena alle chitarre e cori si uniscono anche la cantante pop degli anni sessanta Ronnie Spector, il tastierista Jimmy Destri dei Blondie e i cori di John Cafiero. Per promuovere l’album il gruppo intraprende un lungo tour mondiale in cui propone dal vivo i successi dei Misfits, dei Ramones, dei Black Flag e alcune cover degli anni cinquanta. I concerti, nonostante una scaletta di oltre 30 brani, durano poco più di un’ora a causa dello stile di esecuzione molto veloce della band, con pochissime pause tra un pezzo e l’altro, richiamando lo stile degli ultimi Ramones immortalato nell’album live Loco Live.
Nell’aprile del 2005 Marky Ramone annuncia che il tour appena concluso è stato il suo ultimo con il gruppo, e il suo posto viene nuovamente occupato da ROBO. Successivamente, Marky dichiara di non essere stato informato al momento della firma del contratto che né Doyle né Michale Graves – il cui stile vocale ricordava quello di Joey Ramone, da lui apprezzato – facessero ancora parte della band. Inoltre, definisce Jerry Only non in grado di cantare.
Nel 2006 la Misfits Records produce l’album Osaka Popstar and the American Legends of Punk, disco d’esordio degli Osaka Popstar, band capitanata e prodotta da John Cafiero. La formazione include Jerry Only al basso, Dez Cadena alla chitarra, Marky Ramone alla batteria, John Cafiero alla voce e Ivan Julian dei The Voidoids alla seconda chitarra.
Nello stesso anno Franché Coma compare come special guest durante un live dei Misfits negli studi di Tony Bennett a Englewood, New Jersey, eseguendo tre brani tratti dall’album Static Age. Da questa performance era prevista l’uscita di un DVD, ma i video sono stati pubblicati soltanto sul sito ufficiale della band.

#### Graves, Gotham Road, Dr. Chud X-Ward, Marky Ramone's Blitzkrieg
Intanto Michale Graves e Dr. Chud formano la loro band, i Graves, con cui pubblicano l’album Web of Dharma nel 2001. Successivamente, fino al 2003, Michale Graves canta con i Gotham Road, con cui realizza anche l’album Seasons of the Witch, mentre Dr. Chud intraprende una carriera solista formando il gruppo Dr. Chud's X-Ward. Nel 2005 Michale Graves torna a esibirsi pubblicando due album: Punk Rock Is Dead (2005) e Return to Earth (2006).
Nel 2008 Marky Ramone e Michale Graves, insieme a due membri degli Anti-Product (Claire MissTake al basso e Alex Kane alla chitarra), formano i Marky Ramone's Blitzkrieg, con cui intraprendono un tour eseguendo i brani più noti dei Ramones e dei Misfits del periodo in cui Graves faceva parte della band. Nel 2009 il gruppo pubblica il singolo When We Were Angels.

#### Dal 30º anniversario
I Misfits, ormai composti da Jerry Only, Dez Cadena e ROBO, si avvicinano al trentesimo anniversario della band e lo celebrano esibendosi il 13 settembre 2007 a Bologna insieme agli UK Subs, storico gruppo delle origini del punk rock britannico, per poi proseguire con un tour di tre settimane tra settembre e ottobre 2007 nel Regno Unito con i The Briefs e in Irlanda, dove Jamie Delerict, del gruppo irlandese The Dangerfields, canta I Turned Into a Martian.

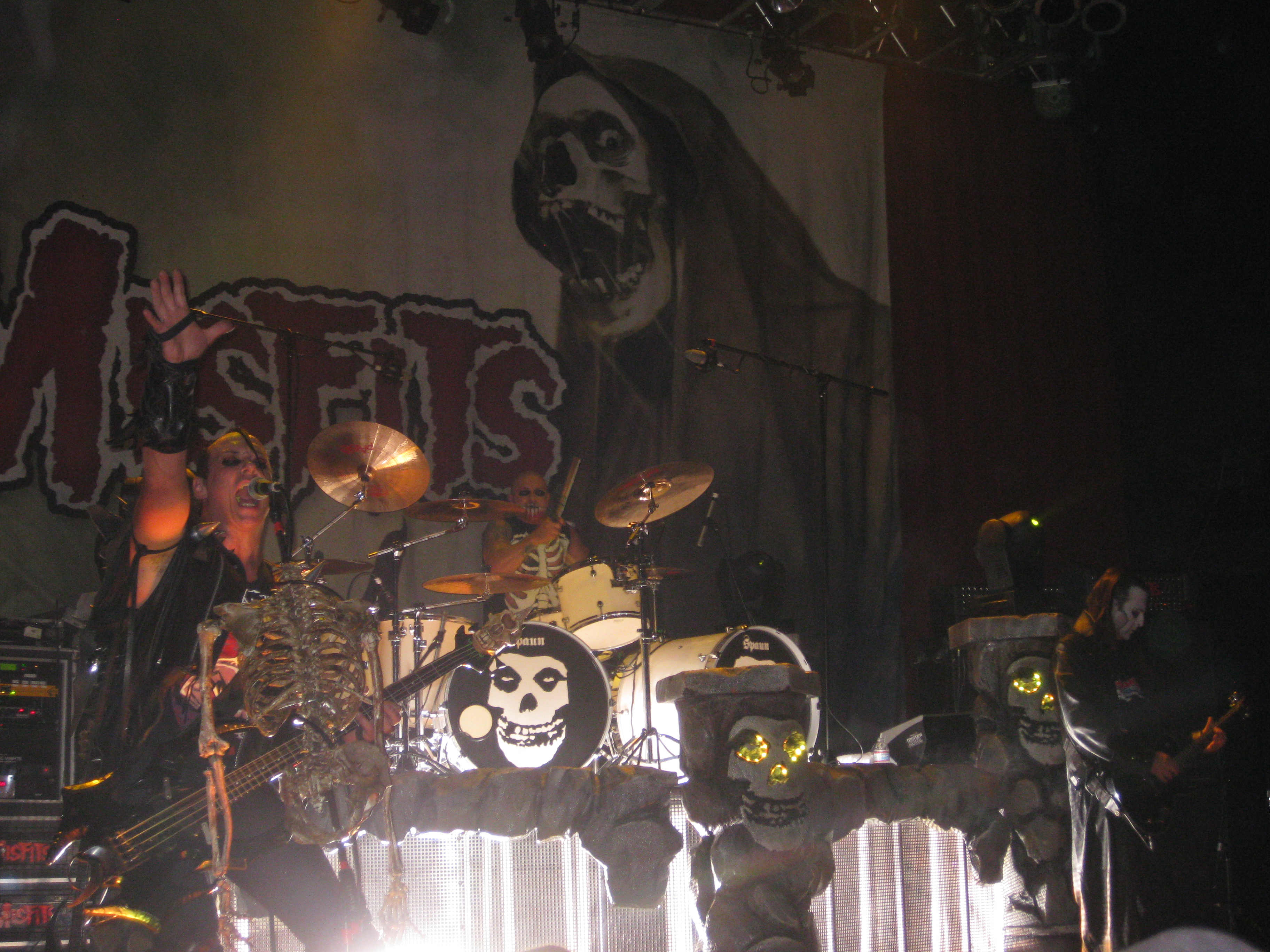
I Misfits in concerto nel 2012, con Jerry Only alla voce

 Il 25 giugno 2008 viene lanciato il nuovo sito ufficiale dei Misfits.
Il 31 ottobre 2009 viene pubblicato il singolo Land of the Dead, prima uscita discografica della band dal 2003. Il disco contiene due brani, Land of the Dead e Twilight of the Dead, entrambi composti da Only e ispirati ai film di George Romero. Nel 2010 ROBO lascia definitivamente il gruppo e viene sostituito da Eric "Chupacabra" Arce (batterista dei Murphy's Law), che già nel 2000 aveva preso il posto di Dr. Chud in alcune date utilizzando il nickname "The Goat".
Il 4 ottobre 2011 viene pubblicato l'album The Devil's Rain, edito dalla Misfits Records. Si tratta del primo disco di inediti dal 1999, anno di uscita di Famous Monsters, e include nuove versioni dei due brani presenti nel singolo del 2009. All’uscita segue un lungo tour mondiale promozionale.
Nel 2014 Dez Cadena lascia la band a causa di complicazioni dovute a un cancro alla gola, e viene sostituito da Jerry Caiafa Jr., figlio di Jerry Only, con il nickname Jerry Other. Con questa formazione la band pubblica prima il singolo Vampire Girl / Zombie Girl e, nel 2016, l'EP Friday the 13th.

### The Original Misfits

#### Preambolo
Il processo di riunificazione dei Misfits si rivela lungo e complesso. Durante il tour dei Danzig del 2005, Glenn Danzig invita sul palco Doyle per eseguire insieme mezz’ora di classici dei Misfits nei concerti del 28 febbraio a Boston, del 1º marzo a New York e del 2 marzo a Filadelfia. Si tratta della prima volta, dopo 22 anni, che Glenn Danzig e Doyle condividono lo stesso palco; inoltre, rappresenta la prima apparizione pubblica di Doyle dalla sua pausa musicale. Questi concerti contribuiscono ad alimentare le voci su una possibile riunificazione della formazione classica dei Misfits, voci ripetutamente smentite da Danzig.
Glenn e Doyle continuano a esibirsi insieme durante il Blackest of the Black tour e nel tour Australia dei Danzig del 2006. In un'intervista Glenn afferma che queste date rappresentano quanto di più vicino a una riunificazione dei Misfits e annuncia la propria intenzione di ritirarsi dall’attività concertistica.
Nello stesso anno, dall'altra parte, i Misfits di Jerry Only, con ROBO e Dez Cadena, suonano negli studi di Tony Bennett a Englewood, New Jersey, mentre Franché Coma appare come special guest in tre brani tratti dall'album Static Age.
Doyle, assieme alla moglie Stephanie Bellars, in arte Gorgeous George, e a Dr. Chud, ex batterista dei Misfits, forma i Gorgeous Frankenstein, una nuova band con cui pubblica nel 2007 l'album Gorgeous Frankenstein e nel 2008 il DVD You Must See It To Believe It!!!, entrambi prodotti da Glenn Danzig e distribuiti dall'etichetta Evilive. Nell'autunno del 2007 i Gorgeous Frankenstein partono in tour come gruppo spalla dei Danzig. I bis dei concerti terminano con Doyle che si unisce ai Danzig per eseguire i più celebri classici dei Misfits.
Il 26 dicembre 2009, in New Jersey, durante il tour con Danzig, Michale Graves si unisce ai Gorgeous Frankenstein per cantare quattro brani del suo periodo con i Misfits. La formazione è composta da Doyle Wolfgang Von Frankenstein alla chitarra, Michale Graves alla voce, Dr. Chud alla batteria e cori, Argyle Goolsby (dei Blitzkid) al basso e cori, e Gorgeous George come ballerina di lap dance. Poco dopo, durante il bis dei Danzig, Doyle si unisce alla band per eseguire quattro classici dei Misfits del periodo con Glenn Danzig. Durante l’intera serata Glenn Danzig e Michale Graves non si incontrano mai.
Nel 2010 i Danzig e i Gorgeous Frankenstein continuano a esibirsi insieme in tour, ma le date iniziano a essere pubblicizzate come Danzig & Doyle.
Nel 2011 Glenn Danzig realizza uno show intitolato Danzig Legacy, in cui ripercorre tutta la sua carriera musicale, dai Misfits ai Samhain fino ai Danzig. Nella locandina dell’evento compare la scritta "Legacy" con lo stesso carattere utilizzato sulla copertina di Legacy of Brutality, raccolta dei Misfits del 1985. Lo spettacolo si suddivide in tre set: nel primo, Glenn Danzig e Doyle suonano in unplugged i classici successi dei Misfits in un’ambientazione simile allo show di Elvis The '68 Comeback Special; nel secondo set riforma, dopo dodici anni, i Samhain assieme a London May; nell’ultimo esegue i principali successi dei Danzig. Lo show viene pubblicato su Vimeo solo nel 2015 con il titolo Danzig Legacy: The TV Taping. A seguito del successo dello show segue un breve tour.
Nel 2011 Glenn Danzig realizza uno show intitolato Danzig Legacy, in cui ripercorre tutta la sua carriera musicale, dai Misfits ai Samhain fino ai Danzig. Nella locandina dell’evento compare la scritta "Legacy" con lo stesso carattere utilizzato sulla copertina di Legacy of Brutality, raccolta dei Misfits del 1985. Lo spettacolo si suddivide in tre set: nel primo, Glenn Danzig e Doyle suonano in unplugged i classici successi dei Misfits in un’ambientazione simile allo show di Elvis The '68 Comeback Special; nel secondo set riforma, dopo dodici anni, i Samhain assieme a London May; nell’ultimo esegue i principali successi dei Danzig. Lo show viene pubblicato su Vimeo solo nel 2015 con il titolo Danzig Legacy: The TV Taping. A seguito del successo dello show segue un breve tour.
Nel 2015 i Misfits di Jerry Only annunciano l'inizio di un tour intitolato Static Age Revisited in cui rivisitano l'intero album Static Age registrato nel 1977 rispettando l'ordine originale dei brani. Lo spettacolo è accompagnato da immagini dell'epoca orchestrate dallo stesso Jerry Only.

#### La reunion
Il 12 maggio del 2016 sul sito ufficiale dei Misfits appare il seguente messaggio:
Il batterista della reunion non viene annunciato immediatamente, ma Jerry Only dichiara che lui e Glenn Danzig, dopo aver valutato diverse proposte, avevano individuato un musicista considerato una scommessa vincente, descritto come il batterista preferito di Danzig e definito un “ragazzo di famiglia”. Il 29 agosto 2016 viene reso noto che alla batteria ci sarà Dave Lombardo, fondatore degli Slayer e in attività con i Suicidal Tendencies, già membro in passato di Fantômas, Dead Cross, Philm e Grip Inc.. Nel frattempo, non risultano conferme univoche da fonti affidabili circa la cancellazione di tutte le date del tour dei Misfits di Jerry Only, comprese eventuali tappe previste in Italia.
The Original Misfits reclutano come secondo chitarrista Acey Slade, già membro di gruppi quali Murderdolls, Wednesday 13, Dope, Amen e Joan Jett & The Blackhearts, ed eseguono due concerti di reunion: il 4 settembre al Riot Fest & Rodeo di Denver e il 18 settembre al Riot Fest & Carnival di Chicago. Sul palco sono presenti due bare dalle quali fanno il loro ingresso i componenti della band, due zucche di Halloween alte 4,5 metri identiche a quella raffigurata sulla copertina del singolo Halloween, e numerosi Crimson Ghost; sullo sfondo, schermi a led proiettano immagini risalenti al periodo compreso tra il 1977 e il 1983. Durante il concerto, in cui vengono eseguiti 25 brani storici, molti dei quali non erano più stati interpretati da Danzig dal 1983, Glenn Danzig afferma:
Successivamente, durante un'intervista, Jerry Only ha dichiarato: 
Il 2017 rappresenta l'anniversario dei 40 anni della band e a marzo Dave Lombardo in un'intervista dichiara di essere sicuro che ci saranno altri concerti degli Original Misfits e infatti il 21 agosto viene annunciata una nuova data presentata come "only 2017 performance in this world... or any other world" ("unico spettacolo del 2017 in questo mondo... o in qualsiasi altro mondo") prevista per il 30 dicembre al The Forum di Los Angeles, California. I biglietti, messi in prevendita il 25 agosto, vanno sold out in 60 secondi e perciò viene aggiunto un secondo concerto il 28 dicembre al MGM Grand Garden Arena di Las Vegas, Nevada. Ad aprire ci sono gli Alkaline Trio per entrambe le serate, i Fear per la data di Las Vegas e i Discharge per quella di Los Angeles. Durante i concerti, per volere di Danzig, tutti i cellulari e i dispositivi di registrazione sono sequestrati e riconsegnati all'uscita.
Il 29 gennaio 2018 viene annunciato un concerto previsto per il 19 maggio a Newark, New Jersey "where it all began" ("dove tutto iniziò") ma per la prima volta il nome di Doyle Wolfgang Von Frankenstein non compare sulla locandina. Il chitarrista conferma la sua presenza soltanto il primo febbraio. Pochi giorni prima del concerto, in un'intervista, Doyle dichiara di preferire focalizzare le proprie forze sul progetto solista anziché su quello degli Original Misfits e inoltre esclude la possibilità di una reunion con Graves. La mattina del concerto muore a Lodi (New Jersey) la madre di Glenn Danzig che, nonostante il lutto, non delude il pubblico sold out del Prudential Center. Per la prima volta, Jerry Only suona nel bis un basso Devastator di colore rosso. Nonostante sul palco si sia potuta notare una particolare complicità tra Danzig e Jerry Only, il leader a fine concerto saluta i fan dichiarando di non sapere se i Misfits torneranno o meno. Quattro giorni dopo, invece, Doyle dalla sua pagina Instagram dichiara di sperare che ci saranno altri show degli Original Misfits.

## Eredità artistica

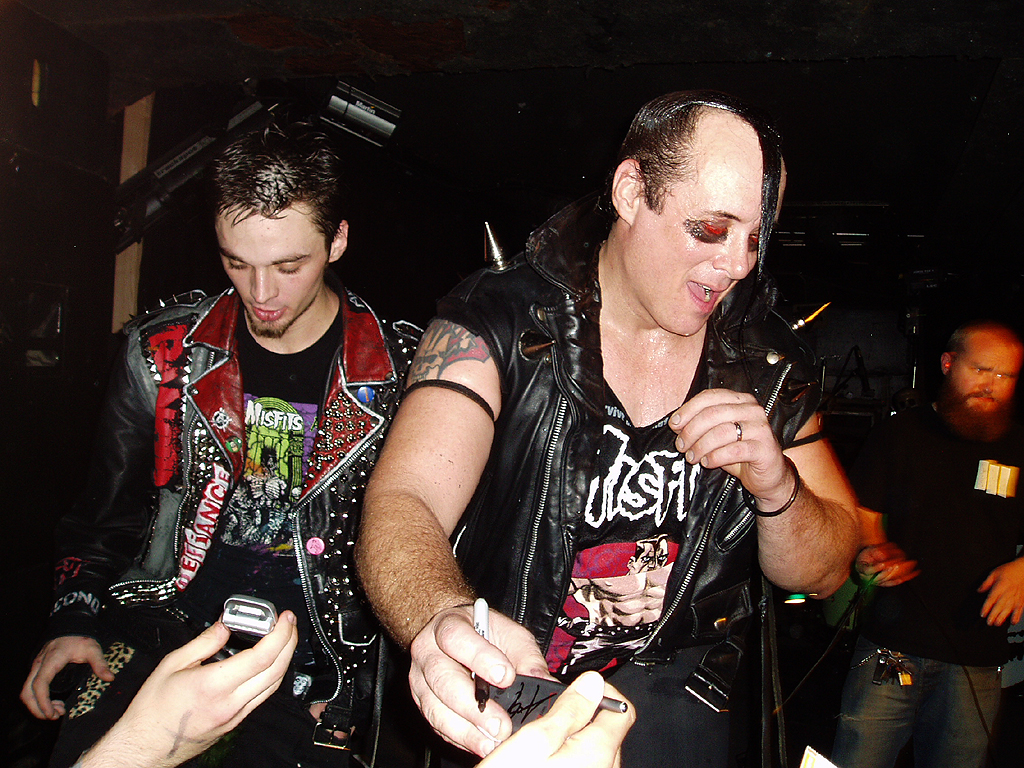
Jerry Only mentre firma autografi.

L'influenza dei Misfits sul punk rock e sulla musica rock in generale appare spesso sproporzionata rispetto alla pubblicità e all'attenzione ricevuta dai critici.
Molte band emerse negli ultimi anni, alcune più velatamente di altre, sono ancora fortemente influenzate dai Misfits. Queste band includono gruppi celebri come gli AFI, i NOFX, gli Strung Out, i Tiger Army, gli Alkaline Trio, i The Horrors, i Murderdolls, i Marilyn Manson, Rob Zombie, gli Avenged Sevenfold, i Wednesday 13 e i 2 Minutos. Tra i gruppi che hanno adottato lo stile dei Misfits, possono essere citati i Balzac, i Blitzkid, i Calabrese, gli American Werewolves e gli HSD, gruppi che sarebbero poi stati classificati come horror punk. Anche lo psychobilly presenta varie somiglianze con l'horror punk. Molti gruppi della scena hardcore punk, punk rock e alternative rock del New Jersey, come i My Chemical Romance, i Monster Squad e i The Banner, citano il gruppo di Lodi tra le maggiori influenze.
Anche gruppi musicali che sembrano parecchio distanti dal loro stile citano i Misfits come loro influenza primaria, per esempio i Metallica, in particolare Cliff Burton, Jeff Hanneman degli Slayer, i Cradle of Filth e gli Slipknot. I Red Hot Chili Peppers, nel videoclip di Dani California del 2006, appaiono vestiti e truccati come i Misfits, oltre a imitare altri artisti come Elvis Presley, Sex Pistols, Mötley Crüe e Nirvana, per rendere un tributo a questa band che ammirano molto, gesto emulato in seguito anche dal gruppo post-hardcore degli Snow White's Poison Bite.
Poster e magliette dei Misfits appaiono in numerosi film e serie televisive, come in Cambia la tua vita con un click, Men in Black, Detroit Rock City, Jay & Silent Bob... Fermate Hollywood!, Transformers e Freddy vs. Jason, così come in Shorties Watchin' Shorties su Comedy Central, Bayside School e in CSI. Il leader dei Green Day Billie Joe Armstrong indossa una maglietta della band prima del concerto di Milton Keynes del 2005, immortalato nel DVD live Bullet in a Bible. Bully Ray, wrestler della TNA, a Lockdown 2014, oltre a indossare una giacca dei Motörhead, indossa anche un berretto dei Misfits.

## Crimson Ghost

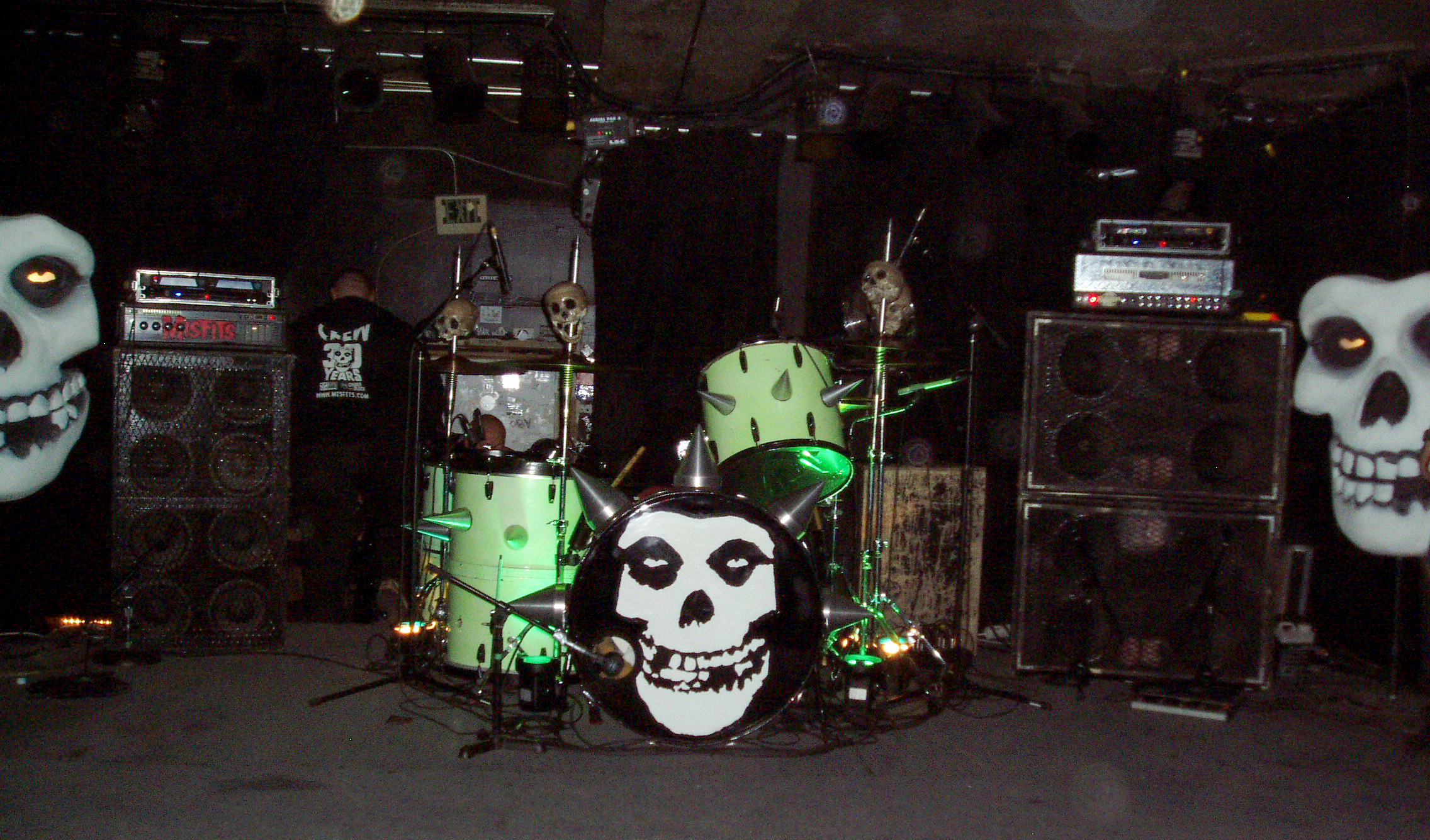
Il palcoscenico per un concerto dei Misfits, con diverse immagini del Crimson Ghost.

Il Crimson Ghost è la mascotte dei Misfits. Tratto dall'omonimo thriller di Fred Brannon (1946), viene spesso rappresentato (nei videoclip, nelle immagini e nelle locandine) come una creatura avvolta in un mantello cremisi dal quale è visibile solo il viso dalle sembianze di un teschio. Nel tempo è stato stilizzato, prendendo il nome di The Fiend ed evolvendosi nel simbolo del movimento horror punk e della cultura gotica. Per questo, i fan del gruppo sono chiamati Fiend e la fanbase è il Fiend Club, dal titolo di una canzone di Famous Monsters.
Molte altre band, come ad esempio i Balzac, hanno preso spunto dal Crimson Ghost per il logo del loro gruppo.
Alcune apparizioni del Crimson Ghost possono essere osservate nel videoclip di Rockstar dei Nickelback e nel film Transformers.
Cliff Burton, il defunto bassista dei Metallica, aveva tatuato sul braccio destro il logo dei Misfits e, durante i concerti, i membri dei Metallica indossavano spesso magliette del gruppo.

## Formazione

### Formazione attuale
- Glenn Danzig – voce
- Jerry Only – basso, cori
- Doyle Wolfgang Von Frankenstein – chitarra
- Dave Lombardo – batteria
- Acey Slade – seconda chitarra

### Formazioni precedenti

#### 1977 – 1983 "Danzig-era"
- Glenn Danzig – voce (1977–1983)
- Jerry Only – basso, cori (1977–1983)
- Jimmy Battle – chitarra (1977)
- Manny Martínez – batteria (1977)
- Franché Coma – chitarra (1977–1978)
- Bobby Steele – chitarra (1978–1980)
- Joey Image – batteria (1978–1979)
- Arthur Googy – batteria (1980–1982)
- Doyle Wolfgang von Frankenstein – chitarra (1980–1983)
- ROBO – batteria (1982–1983)

#### 1995 – 2000 "Graves-era"
- Jerry Only – basso, cori (1995–2000)
- Doyle Wolfgang von Frankenstein – chitarra (1995–2000)
- Michale Graves – voce (1995–1998, 1999-2000)
- Dr. Chud – batteria, cori (1995–2000)
- Myke Hideous – voce (1998, Tour sudamericano ed europeo)
- Zoli Téglás – voce (varie date del tour nel 2000)
- Eric "Chupacabra" Arce – batteria (varie date del tour del 2000)
- Joey Image – batteria (il 26 ottobre 2000)
- Matt Johnson – batteria (alcuni spettacoli del tour del 2000)

#### 2001 – 2016 "Jerry Only-era"
- Jerry Only – basso, voce (2001 – 2016)
- Dez Cadena – chitarra, voce (2001 - 2014)
- Doyle Wolfgang von Frankenstein – chitarra (2001)
- ROBO – batteria (2001-2002, 2005-2010)
- Marky Ramone – batteria (2001-2005)
- Eric "Chupacabra" Arce – batteria (parte del tour britannico del 2006, 2010-2016)
- Jerry Other – chitarra, cori (2014-2016)
- Marc Rizzo – chitarra (2015)

## Discografia

### Danzig-era

#### Album in studio
- 1982 - Walk Among Us
- 1983 - Earth A.D./Wolfs Blood
- 1984 - Earth A.D.
- 1997 - Static Age
- 2001 - 12 Hits from Hell

#### Album dal vivo
- 1982 - Evilive
- 2017 - Descent into Evil

#### Raccolte
- 1980 - Beware
- 1985 - Legacy of Brutality
- 1986 - Collection I
- 1991 - Earth A.D./Wolfs Blood + Evil-live
- 1995 - Collection II
- 1997 - The Misfits Box Set

#### EP
- 1978 - Bullet
- 1979 - Who Killed Marilyn?
- 1979 - Horror Business
- 1981 - 3 Hits from Hell
- 1984 - Die, Die My Darling

#### Singoli
- 1977 - Cough/Cool
- 1978 - Teenagers from Mars
- 1979 - Night of the Living Dead
- 1981 - Halloween

### Graves-era

#### Album in studio
- 1997 - American Psycho
- 1999 - Famous Monsters

#### Album dal vivo
- 1997 - Shocking Return
- 1998 - Evilive II

#### Raccolte
- 2001 - Cuts from the Crypt

#### Singoli
- 1997 - Dig Up Her Bones
- 1998 - I Wanna Be a NY Ranger
- 1999 - Scream!
- 1999 - Monster Mash
- 2006 - Psycho in the Wax Museum

### Jerry Only-era

#### Album in studio
- 2003 - Project 1950
- 2011 - The Devil's Rain

#### Album dal vivo
- 2013 - DEA.D. Alive

#### Raccolte
- 2014 - Project 1950 (Expanded Edition)

### EP
- 2013 - Horror Xmas
- 2016 - Friday the 13th

#### Singoli
- 2002 - The Day the Earth Caught Fire (split con i Balzac)
- 2009 - Land of the Dead
- 2011 - Twilight of the Dead
- 2013 - Descending Angel
- 2015 - Vampire Girl/Zombie Girl

## Videografia
- 1983 - Braineaters (VHS)
- 1997 - Dig Up Her Bones (VHS)
- 1998 - Abominable Dr. Phibes/American Psycho (VHS)
- 1998 - American Psycho Videos (VHS)
- 1998 - Monster Mash (Video Internet)
- 1999 - Scream!

## Filmografia
I Misfits hanno partecipato come personaggi o con un'apparizione speciale nei seguenti film:
- 1995 - Animal Room, come loro stessi
- 2000 - Big Money Hustlas, come loro stessi, ma accreditati individualmente
- 2000 - Bruiser - La vendetta non ha volto, non accreditati
- 2001 - Campfire Stories, come loro stessi